# Tezoatlán de Segura y Luna
Tezoatlán de Segura y Luna es una ciudad mexicana, cabecera municipal del municipio de Tezoatlán de Segura y Luna, siendo el municipio 549 ubicada en el distrito de Huajuapan, en el estado de Oaxaca.

## Historia
Ciudad fechada en el año de 1450 fue asentamiento de indígenas que la denominaron Teswatlan, que significa lugar de tezhuate. En mixteco es conocido como Nuusiya. Durante la conquista española se llevó a cabo la fundación de San Juan Diquiyu, pero en 1679, la población de este poblado huyó a Tezoatlan. 
Fue un lugar de luchas independentistas, a la salida de la iglesia del Señor de la Capilla hay una placa que conmemora el hecho. Hoy día es la cabecera del municipio homónimo, desde 1822 es municipio.

## Comunidades
Cuesta Blanca, El Aguacate, El Mirador,  El Paredón Amarillo, Guadalupe de Cisneros, Juquila de León, las Peñas, Linda vista del Progreso, Miraplayas, Rancho Juárez, Rancho Reforma, Rancho Señor, Rosario Nuevo, San Andrés Yutatío, San Isidro el Naranjo, San Isidro Zaragoza, San Juan Cuititó, San Juan Diquiyú, San Marcos de Garzón, San Martín del Río, San Valentín Gómez, San Vicente del Palmar, Santa Catarina Yutandú, Santa Cruz Numá, Santa María Tindú, Tacuno, Tezoatlán de Segura y Luna, Yucuñuti de Benito Juárez y Yucuquimi de Ocampo.

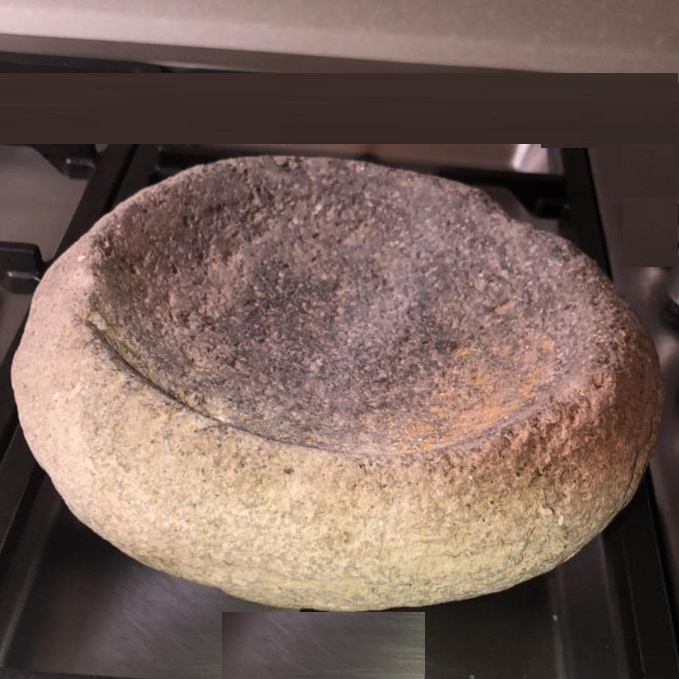
Molcáxitl o molcajete (mortero) prehispánico encontrado en el municipio de Tezoatlán, Oaxaca, México (Colección Salazar)

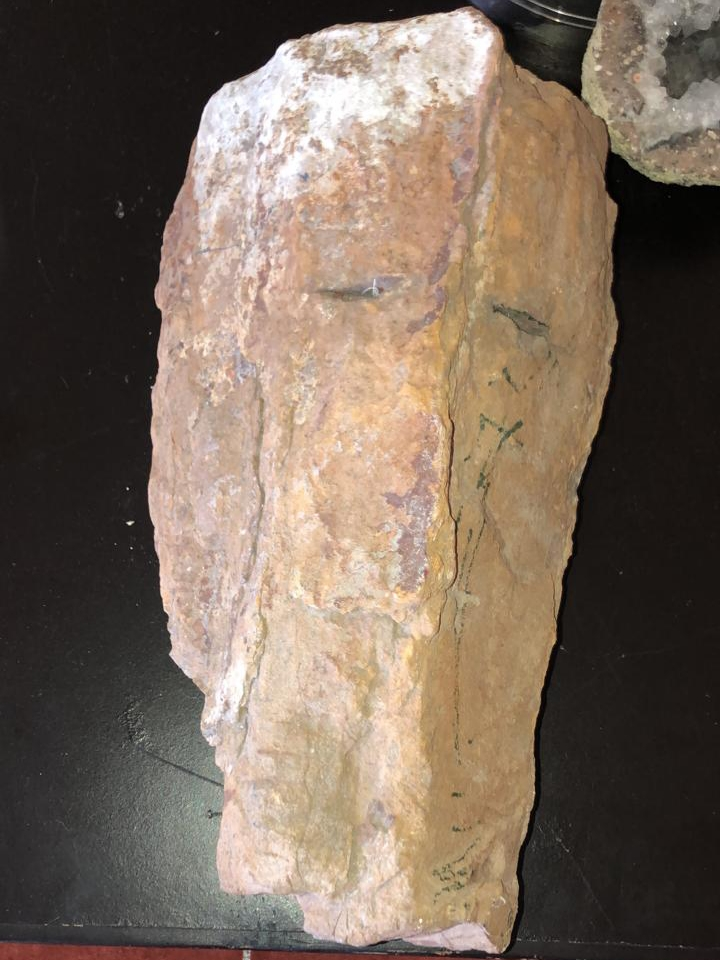
Fósil de 40 cm. encontrando en el municipio de Tezoatlán, Oaxaca, México (Colección Salazar) a partir de la exploraciones del geólogo Jorge Jiménez Rentería

## Orografía e Hidrografía
Destaca el río Salado en su hidrografía y por ella pasa la Sierra Madre del Sur, de hecho la ciudad esta en un cerro.

## Celebraciones
En la cabecera municipal la fiesta principal es en el mes de marzo celebrándose el cuarto viernes de Cuaresma en honor al Señor de Capilla, patrono de la población se ofrecen celebraciones religiosas bailes y jaripeos, torneo de gallos, torneo deportivo, venta de comida, ropa y artesanías. 
Las tradiciones más importantes son la celebración de la Semana Santa en la cual se tiene una representación con imágenes de la pasión y muerte del señor Jesús, se ofrece una cena comunitaria y se realizan diferentes actos litúrgicos. 
La conmemoración de todos santos que comienza el día 31 de octubre en la colocación de las ofrendas, adornadas con flores, velas y veladoras y dispuestas con las comidas que más le gustaban al  familiar muerto, la tradición indica que las almas de los difuntos niños llegan el día 31 al mediodía, hora en la suenan las campanas de los Templos, las almas de los adultos llegan el día 1 de noviembre, y el día 2 todos se dirigen al panteón en donde pasarán el día adornando las tumbas con  flores, también a la  salida del panteón se colocan restos de comida. 
Otra celebración incluye al 15 de septiembre en la cual se tienen juegos artificiales, la coronación de la reina de las fiestas patrias, un vistoso desfile y torneos deportivos. 
Otras fiestas importantes son la de los barrios que constituyen la cabecera municipal, en las cuales se ofrecen puestos de comida, juegos, procesiones con la imagen venerada, actos litúrgicos, juegos artificiales acompañados con la banda de música, en ocasiones jaripeos y bailes. 
Barrio de San Sebastián, 20 de enero. 
Barrio de Rosario último domingo de enero. 
Barrio del Refugio 4 de febrero. 
Barrio del Socorro 1 de mayo. 
Barrio de Perú 15 de diciembre. 
Agencia de Juquila de León 8 de enero. 
Agencia de Guadalupe Cisneros 12 de febrero en honor a la Viren de Guadalupe. 
Agencia Santa cruz Ñuma 3 de mayo en honor a la Santa Cruz. 
Agencia del San Isidro el Naranjo 15 de mayo en honor a san Isidro Labrador. 
Agencia de yucuñuti de Juárez 18 de febrero en honor a san Sebastián. 
Agencia de yuquimi de Ocampo 7 de diciembre en honor a la Virgen de la Concepción.
Agencia del Rosario Nuevo en honor a la Virgen del Rosario.
Agencia San Juan Cuitito en honor al señor San Juanito que se celebra en el día 8 de febrero.
24 de diciembre celebración de la Nochebuena; es una noche de mucho colorido por sus luces navideñas y piñatas y sus tradicionales posadas

## Hallazgos Recientes
El sábado 15 de agosto del 2009, habitantes de la agencia Rosario Nuevo, descubrieron árboles fosilizados de más de 200 diez millones de años, reservas de carbón y minerales tales como Uranio.
Este descubrimiento fue posible gracias a los trabajos que se llevaron a cabo, a cargo de Jorge Jiménez Rentería geólogo de la Universidad Nacional Autónoma de México (UNAM), quien se encuentra desde hace varios años en la comunidad.

## Relaciones Internacionales

### Hermanamientos
- Huajuapan, México (1997)[5][6]
- Oaxaca, México (2022)[7]